# Mohamed Bahri Ben Abdessattar
 (avril 2019).
Mohamed Bahri Ben Abdessattar, né à Tunis et décédé le 13 juin 1838 dans la même ville, est un ouléma et théologien tunisien. Il est un cadi illustre de Tunis au début du XIXe siècle.

## Famille et formation
Il naît à Tunis dans une famille appartenant à la tribu des Ouled Manis, basée sur le djebel Ousselat et ralliée à Hussein Ben Ali, fondateur de la dynastie beylicale des Husseinites. Son père, Hussein Ben Abdessattar Mansi, est chef du secrétariat du khaznadar (trésorier du bey) et enseignant dans l'oratoire de Sidi Bouassida à proximité de sa demeure de Bab Lakouas.
Mohamed Bahri étudie à la Zitouna et compte Hassan Chérif parmi ses professeurs.

## Carrière
Devenu enseignant dans un oratoire à proximité de sa demeure de Bab Lakouas, il est nommé cadi du camp beylical de la mhalla et imam de la mosquée Abi Mohamed Hafsi, à Bab Souika. Devenu un cadi malikite réputé de Tunis en 1826, il succède à Chedly Ben Meddeb et occupe cette fonction jusqu'en 1838. Magistrat de Tunis, ce dignitaire religieux est le premier magistrat religieux de l'ensemble du territoire de la régence.
Mort le 13 juin 1838, il est enterré dans la zaouïa de Sidi Bouassida à Tunis, à proximité de la demeure de son père.

## Descendance
Le cheikh Mohamed Bahri Ben Abdessattar est un théologien tout comme son père. Ses descendants adoptent son prénom, Bahri, comme nom de famille. Grâce à son savoir, il contribue à donner à sa descendance une place dans la grande notabilité tunisoise : son fils Sadok Bahri devient un dignitaire (bach hamba), le commandant de la gendarmerie montée, le chambellan du palais du Bardo et un caïd-gouverneur, alors que son autre fils, Mohamed Bahri, devient fonctionnaire au ministère des Finances.